# Mechtilde van Mechelen
Mechtilde Van Mechelen (Mpare, 3 april 1977 – Rotterdam, 9 februari 2004) was een Belgisch actrice van Rwandese herkomst.
In 2000 studeerde zij af aan de Academie voor Drama te Eindhoven.
In 1994 speelde ze het personage Marie-Thérèse in de televisieserie Familie.
Verder was ze twee seizoenen te zien in de serie Spoed, als dokter Cricri N'Koto. 
Mechtilde was docente aan de Stichting Kunstzinnige Vorming Rotterdam (SKVR). Op 9 februari 2004 stierf ze, nadat ze in Rotterdam na een dramales op straat ten val was gekomen en hierbij op haar hoofd terechtkwam. Ze overleed op 26-jarige leeftijd.